# 凱爾蓋朗甘藍

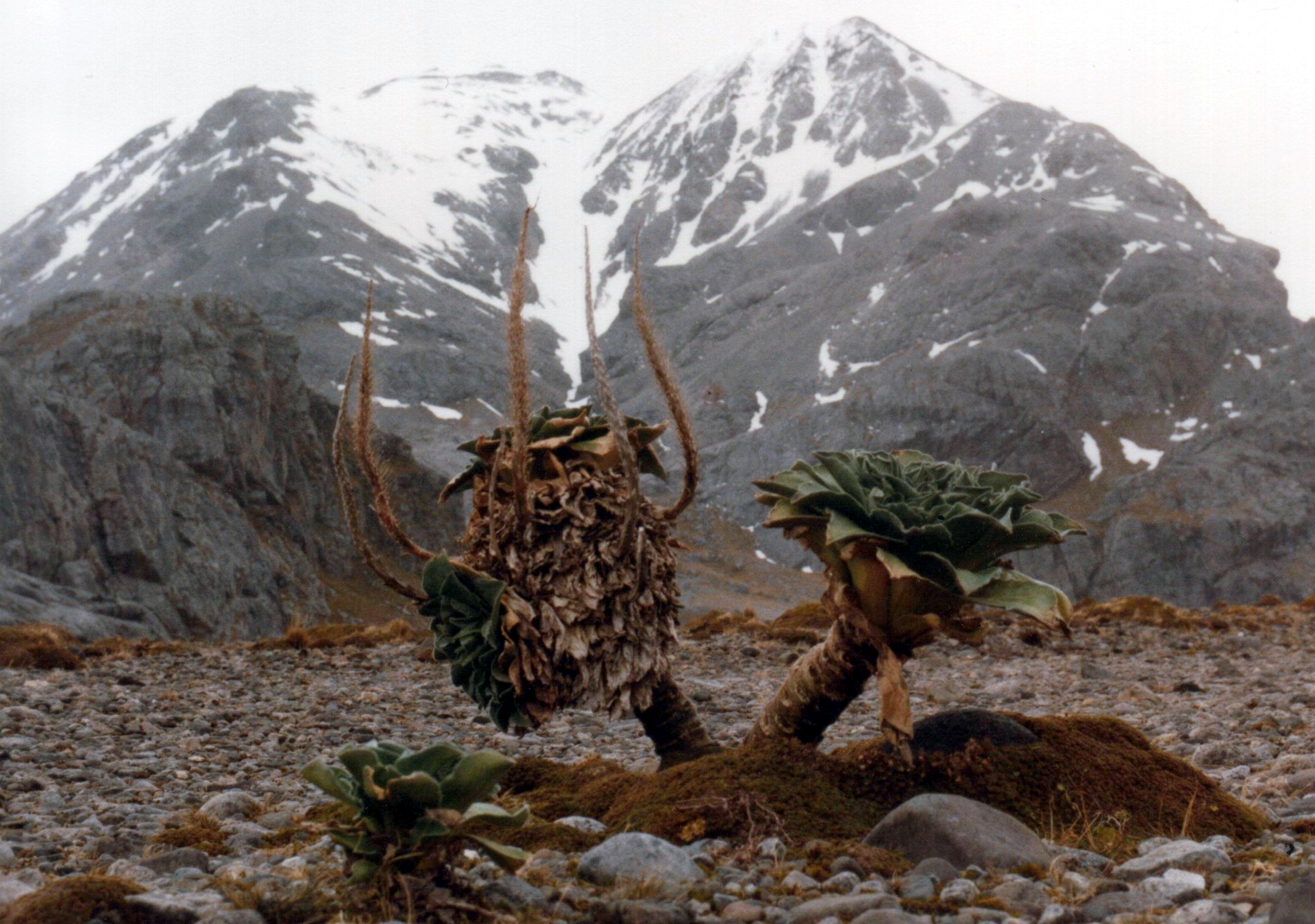
植物全株

凱爾蓋朗甘藍 （Pringlea antiscorbutica）是十字花科的顯花植物，與甘藍菜有親屬關係，其外形也與之相似。它生長在赫德島和麥當奴群島、克羅澤群島、愛德華王子群島和凱爾蓋朗群島。這些島嶼位於南緯50度，四時受強風吹襲，因此靠昆蟲授粉變成不可能，而取自我受粉的方法繁殖。成熟時呈現各種適應寒冷氣候的特徵，包括含有大量聚胺、潛在適應力和聚胺反應。
本種的俗名來自發現本種的地方—凱爾蓋朗島。屬名紀念在1776年發現時英國皇家學會主席約翰·普林格爾爵士，發現者是詹姆士·曲克的醫師威廉·安德森。
本種可食，不但含豐富鉀，其葉更有一種富有維生素丙的油，為昔日航海的人而言非常重要。因此其種名在拉丁語就是「預防壞血病」的意思。
Calycopteryx mosleyi，一種屬於微腳蠅科的昆蟲與之有共生關係。由於外來的兔子以此植物為生，兩種生物都有滅絕的危險。

## 外部連結
- https://archive.today/20120529193515/http://www.btinternet.com/~sa_sa/kerguelen/kerguelen_cabbage.html
- https://web.archive.org/web/20070608020200/http://www.anbg.gov.au/anbg/sub-antarctic/article3.html